# رمز ILY
رمز ILY كما يطلق عليه في لغة الإشارة الأمريكية هو رمز يستعمله كثير من أصحاب الصمم وتعني أحبك ولأداء تلك الإشارة يتم رفع كل من الخنصر والسبابة والابهام على عكس ما يسمى بقرون الشيطان (بالإنجليزية: Sign of the horns)‏، فيتم فيها رفع الخنصر والسبابة فقط وهذا التشابه أدى إلى الخلط بين الرمزين واتهام بعض السياسين برفع شعار قرون الشيطان
حديثاً دخل أيضاً رمز ILY في عالم الأمومة والاطفال فاصبح رمز لايصال معنى كلمة أحبك للطفل

## تركيب الرمز
يتركب الرمز من 3 أحرف وهم (I) وتكون برفع الخنصر، و(L) تكون برفع الإبهام والسبابة، وأخيراً (Y) وتكون بدورها برفع الخنصر والإبهام كما موضح في الصورة أعلاه بحيث تشكل كلمة (I LOVE YOU) وتعني أحبك بلغة الاشارات.